# エリック・カバコ
エリック・カトリエル・カバコ・アルマーダ（Erick Cathriel Cabaco Almada  ,  1995年4月19日 -  ）は、ウルグアイ・モンテビデオ県モンテビデオ出身のプロサッカー選手。ヘタフェCFに所属している。ポジションはDF。

## 来歴
2014年4月に、国内リーグのCAレンティスタスでプロデビュー。2016年1月にナシオナル・モンテビデオに移籍すると、同年8月にはリーグ・アンのASナンシーへのローン移籍が決定。2016-17シーズン20試合に出場した。
2017年9月1日、プリメーラ・ディビシオンに復帰したレバンテUDへのローン移籍が決定。2017-18シーズンは14試合に出場。シーズン終了後の2018年5月16日にレバンテへの完全移籍が決まり、2022年までの契約を締結。2019年1月10日のコパ・デル・レイのFCバルセロナ戦で、移籍後初ゴールを決めた。
2020年1月31日、ヘタフェCFに4年半の契約で移籍した。

## 代表経歴
2015年にニュージーランドで開催されたFIFA U-20ワールドカップに、U-20のウルグアイ代表として出場。2018年11月には、初めてフル代表に招集されたものの、ブラジル戦、フランスとも、いずれも不出場に終わり、フル代表デビューは2019年以降に持ち越しとなった。

## タイトル
グラナダ
- セグンダ・ディビシオン : 1回 (2022-23)